# Trichoderma cornu-damae
Trichoderma cornu-damae (Japanska: カエンタケ) är en svampart i familjen Hypocreaceae med mycket giftiga, röda fruktkroppar. Svampen har rapporterats orsaka flera dödsfall i Japan och innehåller trichotecener, mykotoxikologiska ämnen. Trichoderma cornu-damae är också den enda kända svampen vars toxiner absorberas genom hud.

## Beskrivning
Svampens fruktkropp känns lätt igen i och med att den står i en stark kontrast till omgivningen. Fruktkroppen växer på eller vid mossbeklädd ved och är mörkröd. Fruktkroppen är ganska köttig och robust och påminner något i utseendet om den röda korallarten Corallium rubrium.
Svampens fruktkropp når en maximal en höjd av ett par decimeter. Trichoderma cornu-damaes konidier är mycket små, upp till 400 μm höga och 2-4 μm i diameter. Dessa strukturer producerar konidiesporer, som kan vara en- eller flercelliga förökningskroppar som bildas genom könlös förökning. Konidiesporerna bildar sedan en ny, speciell sorts fruktkropp som kan producera sporer. Hos Trichoderma cornu-damae är konidierna 2,5-3,5 μm i diameter.

## Gift och förgiftningssymptom
Giftet är dödligt om svampen förtärs. 1999 dog fem personer från Niigata prefektur av att ha ätit ett gram av svampen, indränkt i sake. Året därpå dog en person av att ha konsumerat stekt Trichoderma cornu-damae. Fler dödsfall har rapporterats, bl.a. en 64-årig man och en 60-årig kvinna som uppsökte vård efter att ha förtärt Trichoderma cornu-damae och fick förgiftningssymptom som hudavflagning på händer och fötter, yrsel, feber och håravfall. Endast kvinnan överlevde förgiftningen, som behandlades med antibiotika.
Symptomen vid förgiftning är organkollaps, allvarlig blodförgiftning, pancytopeni och hudavflagning. Även håravfall och magont är mindre allvarliga symptom. Förloppet är mycket hastigt. Studier på möss som fått gift från Trichoderma cornu-damae injicerat i buken resulterade i att försöksdjuren dog följande dag.
Det verksamma ämnet är trichothecene, ett mykotoxin som produceras av flera svampsläkten som Fusarium, Myrothecium och Trichoderma och ger ovanstående förgiftningssymptom. Anledningen till att så många förgiftningar av Trichoderma cornu-damae förekommer beror sannolikt på att amatörer förväxlar svampen med Ganoderma lucidum, en annan svamp som anses vara hälsosam. Mycket tyder på förväxling eftersom människorna som förgiftats endast hade förtärt en liten andel av Trichoderma cornu-damae i samband med att de också plockat och ätit av Ganoderma lucidum.

## Utbredning
Trichoderma cornu-damae finns naturligt i Japan, Kina och Korea. På senare år har den dock fått spridning i Java, Nya Guinea och även norra Australien, vilket riskerar att bli förödande för inhemsk flora och fauna på de platserna då svampen inte bara är giftig för människor, utan även för djur och växter.

### Fotnoter
1. 1 2  ”Deadly fungus native to Japan and Korea discovered in Australian rainforest” (på engelska). the Guardian. 2 oktober 2019. http://www.theguardian.com/science/2019/oct/03/deadly-fungi-native-to-japan-and-korea-discovered-in-australian-rainforest. Läst 9 november 2020.
2. 1 2 3  Ahn, Jin Young; Seok, Soon Ja; Song, Je Eun; Choi, Jung Ho; Han, Sang Hoon; Choi, Jun Yong (2013-01-01). ”Two Cases of Mushroom Poisoning by Podostroma Cornu-Damae”. Yonsei Medical Journal 54 (1):  sid. 265–268. doi:10.3349/ymj.2013.54.1.265. ISSN 0513-5796. PMID 23225831. PMC: 3521283. https://www.ncbi.nlm.nih.gov/pmc/articles/PMC3521283/. Läst 9 november 2020.
3. ↑  Saikawa, Yoko; Okamoto, Hiroki; Inui, Taichi; Makabe, Midori; Okuno, Toshikatsu; Suda, Takashi (2001-09-24). ”Toxic principles of a poisonous mushroom Podostroma cornu-damae” (på engelska). Tetrahedron 57 (39):  sid. 8277–8281. doi:10.1016/S0040-4020(01)00824-9. ISSN 0040-4020. http://www.sciencedirect.com/science/article/pii/S0040402001008249. Läst 9 november 2020.
4. 1 2  ”Observationer”. iNaturalist. https://www.inaturalist.org/observations?place_id=any&taxon_id=894836. Läst 9 november 2020.